# Jachting na Letních olympijských hrách 2012
Jachting se na Letních olympijských her 2012 se uskutečnil ve dnech 29. července až 11. srpna 2012 ve Weymouthu v Anglii.

## Medailisté

### Muži
| Kategorie   | Zlato                                             | Stříbro                                               | Bronz                                                 |
| ----------- | ------------------------------------------------- | ----------------------------------------------------- | ----------------------------------------------------- |
| Třída RS-X  | Dorian van Rijsselberghe · Nizozemsko (NED)       | Nick Dempsey · Velká Británie (GBR)                   | Przemysław Miarczyński · Polsko (POL)                 |
| Třída Laser | Tom Slingsby · Austrálie (AUS)                    | Pavlos Kontides · Kypr (CYP)                          | Rasmus Myrgren · Švédsko (SWE)                        |
| Třída Finn  | Ben Ainslie · Velká Británie (GBR)                | Jonas Høgh-Christensen · Dánsko (DEN)                 | Jonathan Lobert · Francie (FRA)                       |
| Třída 470   | Austrálie (AUS) · Mathew Belcher · Malcolm Page   | Velká Británie (GBR) · Luke Patience · Stuart Bithell | Argentina (ARG) · Lucas Calabrese · Juan de la Fuente |
| Třída 49er  | Austrálie (AUS) · Nathan Outteridge · Iain Jensen | Nový Zéland (NZL) · Peter Burling · Blair Tuke        | Dánsko (DEN) · Allan Nørregaard · Peter Lang          |
| Třída Star  | Švédsko (SWE) · Fredrik Lööf · Max Salminen       | Velká Británie (GBR) · Iain Percy · Andrew Simpson    | Brazílie (BRA) · Robert Scheidt · Bruno Prada         |

### Ženy
| Kategorie          | Zlato                                                              | Stříbro                                                       | Bronz                                                         |
| ------------------ | ------------------------------------------------------------------ | ------------------------------------------------------------- | ------------------------------------------------------------- |
| Třída RS-XS        | Marina Alabauová · Španělsko (ESP)                                 | Tuuli Petäjäová · Finsko (FIN)                                | Zofia Nocetiová-Klepacká · Polsko (POL)                       |
| Třída Laser Radial | Xu Lijia · Čína (CHN)                                              | Marit Bouwmeester · Nizozemsko (NED)                          | Evi Van Acker · Belgie (BEL)                                  |
| Třída 470          | Nový Zéland (NZL) · Jo Aleh · Olivia Powrie                        | Velká Británie (GBR) · Hannah Mills · Saskia Clark            | Nizozemsko (NED) · Lisa Westerhof · Lobke Berkhout            |
| Třída Elliott 6 m  | Španělsko (ESP) · Támara Echegoyen · Ángela Pumariega · Sofía Toro | Austrálie (AUS) · Olivia Price · Nina Curtis · Lucinda Whitty | Finsko (FIN) · Silja Lehtinen · Silja Kanerva · Mikaela Wulff |